# 仲野茂BAND
仲野茂BAND（なかのしげるバンド）は、1990年代半ばに活躍した、日本のロックバンドである。

## 概要・経歴
アナーキーのギタリスト・マリが傷害事件を起こした後、他の四名はザ・ロックバンドとして西新宿ロフトを中心に活動したものの、ビクターから二枚のアルバムを出した後、諸般の事情から1990年前後に解散となった。
その後、アナーキーのボーカルであった仲野茂は、1991年ごろからシーナ&ザ・ロケッツやRUBYにギター・キーボードで参加していた野島健太郎と一緒になって音楽活動を再開した。
1992年ごろから、ベースに元サンハウスの奈良敏博・ドラムスに小野島ナオトを加えて、西新宿ロフトを中心に仲野茂BANDとして音楽活動を本格化させた。
シンプルかつ重厚でオーソドックスなロックですらある楽曲と仲野茂の歌唱力、そして仲野茂による歌詞の持つ魅力に惹かれるロックファンに支持を受け一二ヶ月に一回ほぼ定期的なライブ活動を西新宿ロフトで展開しつづけ、観客動員も徐々に増えて行った。
1993年10月?にホーン隊を加えたアルバム、「遠くで火事を見ていた」をバンドのプライベートレーベルであるドレッドノートレーベルからリリース、その後西新宿ロフトでの観客動員も爆発的に増えていった。
1995年2月に8cmシングル、「大東亜のいびき」を日本晴レコードからリリース。正確な事情は不明だが、1stアルバムの表題曲の「遠くで火事を見ていた」は1stではなく、このシングルに収録されている。「遠くで火事を見ていた」の原曲はザ・ロックバンドの末期に藤沼伸一によって作曲・仲野茂によって作詞され、ビクターから発売される予定であった3rdアルバムに収録される予定の曲であったのが3rdアルバムが発売されずになってお蔵入りしていた曲であり、それがこの収録の遅延に影響しているようである。
1995年5月にアルバム、「窮鼠」を日本晴レコードよりリリース。当時起こり社会に多大な影響を及ぼした事件である阪神・淡路大震災や地下鉄サリン事件などによる不安定な時勢を反映してか、前期アナーキーのような怒りや憤りよりも、後期アナーキーのような抽象さに時代へのリアルタイムな危機感と日本社会の衰退の始まりへの危機感を反映させた、メッセージ色が強い歌詞がより多くなった。
しかし、詞を書いていた仲野茂が「やっと、今まで恥ずかしくて書けなかったラブソングを書くことが出来た」（「DOLL」誌1995年6月?号での仲野茂インタビューより趣旨を引用）ためか、バンド自体の活動が停滞、1995年末頃にバンド自体が解散した。
2006年11月10日に野島健太郎以外のもう一人のギターとしてシーナ&ザ・ロケッツの渡辺信之を迎え、ベースとドラムスはサポートメンバーという組合せで、事実上の再結成ライブが高円寺のライブハウス、Show Boatで行われた。

## メンバー
- 仲野茂（なかのしげる）:ボーカル、通称シゲル
- 野島健太郎（のじまけんたろう）:ギター・キーボード
- 奈良敏博（ならとしひろ）:ベーシスト
- 小野島ナオト（おのじまなおと）:ドラムス、通称へそ